# North Lauderdale
North Lauderdale és una població dels Estats Units a l'estat de Florida. Segons el cens de l'1 de juliol de 2006 tenia 42.335 habitants.

## Demografia
Segons el cens del 2000, North Lauderdale tenia 32.264 habitants, 10.799 habitatges, i 7.818 famílies. La densitat de població era de 3.210,6 habitants/km².
Dels 10.799 habitatges en un 42,4% hi vivien nens de menys de 18 anys, en un 46,8% hi vivien parelles casades, en un 19,3% dones solteres, i en un 27,6% no eren unitats familiars. En el 19,6% dels habitatges hi vivien persones soles el 5,5% de les quals corresponia a persones de 65 anys o més que vivien soles. El nombre mitjà de persones vivint en cada habitatge era de 2,99 i el nombre mitjà de persones que vivien en cada família era de 3,43.
Per edats la població es repartia de la següent manera: un 29,9% tenia menys de 18 anys, un 10,7% entre 18 i 24, un 35,2% entre 25 i 44, un 17,4% de 45 a 60 i un 6,9% 65 anys o més.
L'edat mediana era de 30 anys. Per cada 100 dones de 18 o més anys hi havia 89 homes.
La renda mediana per habitatge era de 40.050 $ i la renda mediana per família de 41.990 $. Els homes tenien una renda mediana de 29.188 $ mentre que les dones 24.828 $. La renda per capita de la població era de 15.557 $. Entorn de l'11,5% de les famílies i el 13,7% de la població estaven per davall del llindar de pobresa.

## Poblacions més properes
El següent diagrama mostra les poblacions més properes.